# Horná Súča
Horná Súča este o comună slovacă, aflată în districtul Trenčín din regiunea Trenčín. Localitatea se află la altitudinea de 315 m deasupra n.m., se întinde pe o suprafață de 53,82 km2 și în 2017 număra 3.405 locuitori.

## Istoric
Localitatea Horná Súča este atestată documentar din 1208.

## Demografie
| An:                | 1994 | 2004   | 2014   | 2024   |
| ------------------ | ---- | ------ | ------ | ------ |
| Număr de persoane: | 3640 | 3503   | 3422   | 3281   |
| Diferență:         |      | −3,76% | −2,31% | −4,12% |

| An:                | 2023 | 2024   |
| ------------------ | ---- | ------ |
| Număr de persoane: | 3276 | 3281   |
| Diferență:         |      | +0,15% |